# Железноводск
Железново́дск — город (с 1917) краевого значения в Ставропольском крае России. Город-курорт федерального значения. Административный центр городского округа город-курорт Железноводск.
Входит в состав эколого-курортного региона Кавказские Минеральные Воды.

## Физико-географическая характеристика
География
Город расположен на юге Ставропольской возвышенности, в предгорьях Большого Кавказа, по южному, юго-западному и отчасти восточному склонам горы Железной, в долине речек Джемуха и Кучук, в 6 км от железнодорожной станции Бештау, в 12 км от Пятигорска, в 191 км от Ставрополя, на высоте 470—650 м над уровнем моря. Занимает территорию 93 квадратных километра.
Железноводск — самый динамично развивающийся курорт Кавминвод. В 2003 году ему присвоено звание «Лучший город России» среди малых городов.
Климат
Климат здесь горно-лесной, сходен с климатом Средних Альп. Длительные метеорологические наблюдения позволили отнести его к горно-лесному среднегорному альпийскому, умеренно сухому. Воздух насыщен кислородом и фитонцидами леса. Умеренно жаркое лето с прохладными ночами, большое число солнечных дней при слабых освежающих ветрах, зима не холодная.
Полвека назад в посёлок городского типа Иноземцево, который находится в административном подчинении у Железноводска, были переведены многие промышленные и транспортные предприятия, появившиеся в городе. Жилые массивы также были вынесены за пределы курортной зоны. Таким образом, Железноводск считается самым чистым городом Кавказских Минеральных вод. Здесь самый чистый воздух, вода и почва.

## История
История Железноводска начинается в XIX веке. Известный русский врач, общественник и гуманист Ф. П. Гааз с помощью кабардинского князя Измаил-Бея Атажукова в 1810 году обнаружил на склоне горы Железной два минеральных источника. Этот день и стал днём рождения Железноводского курорта. Уже два года спустя к подножию горы Железной стали приезжать больные, несмотря на отсутствие элементарных бытовых удобств. Даже в 1820 году, когда на Железных Водах вместе с семьёй генерала Раевского побывал А. С. Пушкин, здесь стояли только шалаши и кибитки, а купаться приходилось в яме, огороженной плетнём.
Через несколько лет по инициативе генерала А. П. Ермолова была создана Строительная комиссия, которая занялась обустройством нового курорта. В Железноводске появились первые купальни, проложенные между источниками просеки стали аллеями Курортного парка.
10/22 декабря 1827 года в Петербурге создан особый (специальный) временный комитет для согласования планов благоустройства КМВ. В 1828 году комитет ввёл названия всем источникам и селениям при главных из них: Горячеводск, Железноводск и Кисловодск.
В 1840-х годах по распоряжению военного министра из Кисловодской слободы на Железные Воды переселили 40 семейств «отставных нижних чинов на правах военных поселян для охранения приезжающих на Воды и предоставления последним приюта». Селение Железноводское основано в 1842—1843 годах в Пятигорском уезде. С 1845 года — станица Железноводская 2-го Волгского полка.
В 50-х годах XIX века по склону горы протянулась первая улица, по которой каждый день из Пятигорска прибывал омнибус с пассажирами и почтой.
В 1856 году Кавминводы обследовал и описал естествоиспытатель и журналист Ф. А. Баталин. В Железноводске им было найдено и описано 25 выходов минеральной воды, в том числе названный впоследствии его именем источник.
В лечебном парке Железноводска построено турлучное помещение Муравьевских ванн.
В 1868 году на Железных водах выходцами из бывшей Железноводской казачьей станицы начинает заселяться западная долина между горами Железной, Медовой, Развалкой. Образуется хутор Железноводский.
30 декабря 1869 года станица Железноводская отчислена из Терского казачьего войска в гражданское состояние и получила статус села Железноводского в составе Нагутской волости.
В 1874 году вошло в состав Пятигорского округа Терской области.
В 1880-х годах курорт уже насчитывал более 20 домовладений, рекомендуемых для постояльцев.
В 1890 году сооружен водопровод от горы Бештау.
В 1891 году Железноводск с семью окрестными поселениями насчитывал 130 дворов. Работало 4 питейных, 9 торговых и 4 промышленных заведений. С 15 мая по 1 октября шесть лошадей почтовой станции обеспечивали ежедневный приезд свежей почты, в остальное время года она доставлялась только по пятницам в 6 часов вечера.
В ночь с 10 на 11 апреля 1892 года произошло землетрясение на Кавказских Минеральных Водах. От горы Железной оторвалась глыба породы весом в 1700 пудов (почти 30 тонн) и скатилась в Лечебный парк.
16 июня 1896 года открылось временное движение поездов от станции Бештау к платформе Развалка.
Движение до Железноводска открыто 1 января 1897 года.
На рубеже веков на улицах загорелись электрические лампочки, энергию для которых давала первая в России гидроэлектрическая станция «Белый Уголь». В парке появилось несколько красивых современного вида зданий — Островские ванны, Дворец эмира Бухарского (архитектор В. Н. Семёнов), железнодорожный вокзал. Внедрялись новые методы лечения.
XX век начался в Железноводске со строительства гостиниц, вместительных и комфортабельных. Закладка самой крупной из них, Казённой, состоялась близ источников № 1 и № 2 в мае 1902 года. Уже через год она могла принять 120 посетителей. Неподалёку построили ещё три, представлявшие собой недорогие гостиницы летнего типа. Другим шагом к обеспечению приезжих цивилизованным жильём стало строительство дач, особняков. В 1902 году начал застраиваться дачами западный склон горы Железной.
Последующая прокладка водопровода, канализации, электрической и телефонной сети помогала Железноводску обретать облик европейских курортов.
Некоторые врачи, сдавая больным свои квартиры, организовывали в своих домах и клиники, создавая таким образом основу для организации санаториев. Врачебные кабинеты, минеральные ванны открылись и в ряде гостиниц.
В начале века благодаря применению бурового станка значительно обогатилась и гидроминеральная база курорта. Доктор В. В. Владимирский обнаружил новый источник на северном склоне горы Железной. Трудами горного инженера Н. Н. Славянова было обустроено несколько существующих выходов минеральной воды, а пробурённая им скважина № 16 дала мощный поток воды, получивший вскоре название «Славяновская».
В 1911 году здесь был открыт первый санаторий для детей «Горный воздух», при котором оборудовали институт физических методов лечения по всем правилам науки того времени. Прекрасный горный воздух, минеральные воды, богатая растительность, обилие бальнеологических средств, кумыс — всё это вместе с подвижными играми на воздухе приводило к быстрому восстановлению детского организма.
Первая мировая война потребовала открытия госпиталей, которые были размещены на некоторых дачах. В годы Гражданской войны они использовались для лечения не только раненых, но и детей из малоимущих семей.
В 1917 году Железноводск получил статус города.
В 1921 году начали открываться первые санатории. В 1925 году их было уже пять, в 1927 — 13.
В 1923 году в городе до 300 усадеб, работает пять санаториев на базе старых дач и пансионатов, Дом отдыха, три пансиона, бальнео- и физиотерапевтические лечебницы на 2400 процедур в день, электросветолечебный кабинет на 60 процедур в день, курортная поликлиника.
26 мая 1925 года постановлением СНК РСФСР курорты общегосударственного значения Пятигорск с Тамбуканским озером, Ессентуки, Кисловодск и Железноводск изъяты из ведения местных властей и переведены в распоряжение Главного Курортного Управления.
В 1934 году курорт перешёл на круглогодичный приём отдыхающих.
В первые недели Великой Отечественной войны было создано 7 эвакогоспиталей на три тысячи человек. За год они вернули в строй 30 тысяч раненых солдат и офицеров. 15 июля 1941 года решением крайисполкома утверждено дополнительное развёртывание 65 эвакогоспиталей на 32395 коек, из них: в Кисловодске — 15 945, Ессентуках — 5715, Пятигорске — 4690, Железноводске — 3090, Теберде — 280, районах края — 2675 коек
Занявшие 9 августа 1942 года город немцы нанесли ему огромный ущерб, деятельность курорта была полностью парализована. За пять месяцев оккупации десятки железноводчан были расстреляны. Сильно пострадало курортное хозяйство — медицинское оборудование было уничтожено, многие санатории взорваны или же серьёзно пострадали от пожаров, устроенных оккупантами при отступлении.
В августе 1942 года по приказу немецкого военного коменданта города в помещение мехпрачечной согнали 87 человек еврейской национальности, затем погрузили их в закрытые автомашины и повезли по направлению станции Минеральные Воды, где за стекольным заводом в противотанковом рву все они были расстреляны.
11 января 1943 года силами 9-й армии Железноводск освобождён от немецко-фашистских захватчиков.
9 марта 1943 года согласно постановлению ГКО от 27 февраля 1943 года крайкомом ВКП(б) принято постановление о развёртывании эвакогоспиталей: в Ставрополе на 300 коек, в Пятигорске на 4000 коек, в Кисловодске на 8000 коек, в Ессентуках на 5200 коек, в Железноводске на 1500 коек.
В 1950-х годах Железноводск начинает менять свой облик. На восточной окраине интенсивно ведётся жилищное строительство, вошла в строй новая школа. Были асфальтированы центральная площадь и некоторые улицы.
В 1959 году решением Крайисполкома городу был передан в административное подчинение посёлок Иноземцево.
5 июня 1964 года Совет Министров РСФСР постановил ограничить прописку граждан в городах-курортах Пятигорске, Кисловодске, Железноводске, Ессентуках, Минеральных Водах и прилегающих к ним населённых пунктах Ставропольского края.
Последующие десятилетия были для Железноводска временем активного развития курорта и городской инфраструктуры. У подножия горы Железной выросли многоэтажные корпуса новых санаториев. Курорт получил крупнейшую в Европе грязелечебницу, новую водолечебницу, старинные Островские ванны были реконструированы и снабжены уникальной системой подачи воды. Обилие минеральной воды обеспечили городу гидрогеологи, пробурившие несколько мощных скважин. Медицинские учреждения, санатории были оснащены новейшей аппаратурой. Начали действовать новые маршруты терренкура, проложенные из Лечебного парка к горе Развалка. Успехи железноводчан были представлены на ВДНХ СССР.
К 1975 году количество отдыхающих в городе превысило 100 тысяч человек в год. Были построены Дворец культуры, широкоэкранный кинотеатр «Кристалл», Дом быта, гостиница «Дружба», универмаг.
Железноводск был местом подписания Железноводского коммюнике Борисом Ельциным, Нурсултаном Назарбаевым, Аязом Муталибовым, Левоном Тер-Петросяном 23 сентября 1991 года.
24 мая 2002 года решением Совета города Железноводска утверждён герб города-курорта (автор проекта А. Плужников).
29 ноября 2010 года решением городской думы учреждён ещё один официальный символ Железноводска — гимн (слова В. Сидоренко, музыка Н. Попова).
В 2020 году в городе активно внедряется система «Умный город», которая включает в себя, в том числе, систему умного видеонаблюдения. В период распространения коронавирусной инфекции добавляется новый программный блок, который позволяет определять, носит человек маску или нет.

## Население
| 1853    | 1858    | 1861    | 1865    | 1890    | 1897    | 1923    | 1925    | 1926    |
| ------- | ------- | ------- | ------- | ------- | ------- | ------- | ------- | ------- |
| 192     | ↗200    | ↗255    | ↘247    | ↗831    | ↘300    | ↗1870   | →1870   | ↗2053   |
| 1931    | 1939    | 1959    | 1970    | 1979    | 1989    | 1990    | 1991    | 1992    |
| ↗2591   | ↗7427   | ↗11 927 | ↗18 795 | ↗23 537 | ↗28 460 | ↗45 849 | ↗46 349 | ↘29 400 |
| 1993    | 1994    | 1995    | 1996    | 1998    | 2000    | 2001    | 2002    | 2003    |
| ↗47 502 | ↗48 109 | ↗48 608 | ↘29 900 | ↗30 300 | →30 300 | ↘30 100 | ↘25 135 | ↘25 100 |
| 2005    | 2006    | 2007    | 2008    | 2009    | 2010    | 2011    | 2012    | 2013    |
| ↘24 700 | ↘24 400 | ↘24 100 | ↘23 800 | ↘23 763 | ↗24 433 | ↗24 438 | ↘24 361 | ↗24 466 |
| 2014    | 2015    | 2016    | 2017    | 2018    | 2019    | 2020    | 2021    | 2023    |
| ↘24 438 | ↗24 950 | ↗25 126 | ↗25 203 | ↘24 912 | ↘24 768 | ↗24 919 | ↘22 863 | ↘22 418 |
| 2024    | 2025    |         |         |         |         |         |         |         |
| ↘22 113 | ↘21 727 |         |         |         |         |         |         |         |

На 1 января 2025 года по численности населения город находился на 615-м месте из 1124 городов Российской Федерации.
Гендерный состав
По итогам переписи населения 2010 года проживали 10 843 мужчины (44,38 %) и 13 590 женщин (55,62 %).
Национальный состав
По итогам переписи населения 2010 года проживали следующие национальности (национальности менее 1 %, см. в сноске к строке «Другие»):
| Национальность | Численность | Процент |
| -------------- | ----------- | ------- |
| Русские        | 21 417      | 87,66   |
| Армяне         | 595         | 2,44    |
| Украинцы       | 341         | 1,40    |
| Греки          | 298         | 1,22    |
| Другие         | 1782        | 7,29    |
| Итого          | 24 433      | 100,00  |

## Образование
- Детский сад № 1 «Светлячок»
- Детский сад № 6 «Улыбка». Открыт 5 мая 1964 года[59]
- Детский сад № 7 «Рябинушка»
- Детский сад № 8 «Ивушка»
- Детский сад № 9 «Солнышко»
- Детский сад № 10 «Сказка»
- Детский сад № 11 «Лесной уголок»
- Детский сад № 13 «Янтарь»
- Детский сад № 14 «Малыш». Открыт 25 декабря 1971 года как детский комбинат № 14 «Малыш» винсовхоза «Машук»[60]
- Начальная школа
- Средняя общеобразовательная школа № 1
- Лицей № 2
- Средняя общеобразовательная школа № 3
- Средняя общеобразовательная школа № 10. Открыта 9 сентября 1996 года[17].
- Детская музыкальная школа. Открыта 1 сентября 1958 года[61].
- Детская художественная школа им. Н. С. Качинского
- Детско-юношеская спортивная школа
- Дом детского творчества

## Инфраструктура
- Городской дворец культуры имени Сергея Пускепалиса. Открыт 2 февраля 1995 года[62]
- Библиотека № 1. Открыта 27 мая 1923 года[63]
- Детская библиотека. Открыта 27 мая 1943 года[63].
- Городская больница
- Станция скорой медицинской помощи. Открыта 26 июня 1991 года[17]. По другим данным, 23 июня 1992 года[64]
- Психиатрическая больница. Открыта 3 сентября 1966 года как психиатрическое отделение при городской больнице города[17].
- Краеведческий музей. Открыт 20 мая 1983 года как общественный музей краеведения[65]
- Курортный парк
- Центр молодёжных проектов
- Газета «Железноводские ведомости»

## Экономика
- Автоколонна № 2066
- Предприятие «Кавур». Организовано 16 мая 1996 года[66]
- Гостиница «Жемчужина Кавказа». Открыта 12 декабря 1962 года как гостиница «Дружба»[64]
- Предприятие «Мемориал»

## Транспорт
Железнодорожная станция Железноводск. Движение было открыто 1 января 1897 года, несколько раз прерывалось, но в настоящее время сохранено по выходным и праздникам.

## Связь
Проводной телефон, ADSL, ETTH
Ставропольский филиал Ростелеком
Сотовая связь 2G/3G/4G
МегаФон, Билайн, МТС, YOTA

## Лечебная база
Первое общее знакомство с Железноводском всегда поражает приезжих обилием лечебных возможностей курорта.
Уникальные лечебные факторы, спокойная красота естественного лесопарка, необыкновенная свежесть и чистота воздуха придают Железноводску как курорту особую ценность. Лечат на Железноводском курорте заболевания органов пищеварения, почек, мочевыводящих путей (нетуберкулёзного характера), нарушения обмена веществ.
Сейчас в Железноводске работают более двадцати современных здравниц, принимающих свыше 80 тысяч человек в год. Такие здравницы, как «Кавказ», «Горный воздух», «Дубовая роща», «Бештау», «Русь», «Машук», «Эльбрус» и другие, широко известны в России и за рубежом своим современным лечебно-диагностическим оборудованием и первоклассным лечением.
C 1866 года для лечения используется сульфидная иловая грязь Тамбуканского озера, и Лысогорских озёр (под пос. Иноземцево). Она представляет собой пластическую маслянистую массу чёрного цвета, напрямую зависящего от содержания в ней сернистого железа. Наличие в грязи веществ типа биогенных стимуляторов, пенициллоподобных и других веществ, обладающих антибактериальным действием, значительно увеличивает лечебное значение грязи. В иловой грязи содержатся железо, йод, цинк, медь, серебро.
Источники минеральной воды
Источники минеральной воды — это основные лечебные средства курорта. Их свыше двадцати. Вода их используется не только для питья, но и для ванн, ингаляций и других водных процедур. Поднимаются воды из разных горизонтов, но по пути частично смешиваются и имеют примерно один химический состав. Различаются в основном только температурой и содержанием углекислоты. Это различие играет важную роль при назначении питьевого лечения.
Отличительной особенностью вод железноводских минеральных источников является их температура. Высокая температура не свойственна кальциевым водам; Железноводск — исключение из правила. Это единственные в России и Европе кальциевые воды с высокой температурой. Объясняется это особенностью геологического строения горы Железной. Магматические кристаллические породы прорвали пласты осадочных пород и поднялись над окружающей местностью на 300 метров. Образовавшаяся кольцевая трещина и связанные тектонические нарушения в осадочных породах открыли путь глубоким минеральным водам к поверхности. Вода, нагретая магмой и насыщенная углекислым газом, поднимается по прямым, почти вертикальным трещинам с глубины более 1500 м — с горизонтов меловых известняков.
В середине XIX века для разработки новых источников приглашались французские специалисты Жюль Франсуа и Леон Дрю. Но основной вклад в разработку железноводских источников внесли русские горные инженеры Антон Иванович Незлобинский и Николай Николаевич Славянов.
В настоящее время питьевое лечение обеспечивают четыре бювета: Лермонтовский, Славяновский, Смирновский и Западный. Бюветы работают ежедневно, с 7:00 до 9:00, с 11:30 до 14:30, и с 16:30 до 19:00.

### Славяновский источник
В 1912 г. Н. Н. Славянов с тремя рабочими установил здесь ручную буровую машину и заложил скважину № 16. Работа была завершена в апреле 1914 г. С глубины 120 м была выведена на поверхность гидрокарбонатно-сульфатная минеральная вода с температурой 55°. Дебит источника достигал 500 тысяч литров в сутки. Такую минеральную воду в России получили впервые. Славянов предложил назвать источник именем бывшего директора Геолкома Ф. Н. Чернышёва. В 1916 году был построен бювет Чернышёвского источника, а в 1918 году по инициативе Железноводского медицинского общества источнику присвоили имя «Славяновский». В 1980-х годах, пиковых по посещаемости курорта, на площадке штольни появились дополнительные бюветы на открытом воздухе (последние два десятилетия практически не работали, в настоящий момент действуют, полностью отреставрированы в 2020 году).
Температура воды славяновского источника достигает 55°. Это один из самых горячих источников курорта. Воды его используются для питьевого лечения, минеральных ванн для розлива. Эта вода применяется главным образом при таких заболеваниях, как язва желудка и двенадцатиперстной кишки вне периода обострения, хронические катары желудка, хронические болезни печени, жёлчного пузыря и жёлчных путей, болезни мочевыводящих путей, мочекислый диатез, подагра, оксалатурия, фосфатурия. Возможно также и её использование в качестве столовой воды.
В настоящее время ведётся добыча воды из двух скважин: № 116 и № 69. Скважина № 116 имеет более чем пятикратное преимущество горизонта перед скважиной № 69 (263 м).
Химический состав воды
| Анионы, г/л                                            | Катионы, г/л                                                             |
| ------------------------------------------------------ | ------------------------------------------------------------------------ |
| - Сульфаты: 0,891 - Хлор: 0,320 - Гидрокарбонат: 0,370 | - Кальций: 0,280 - Магний: 0,240 - Натрий + Калий: 0,762 - Железо: 0,005 |

- Общая минерализация — 3,647 г/л.
- PH: 6,5

по формуле М. Г. Курлова:
{\displaystyle M_{\mathrm {3{,}5} }\;{\frac {\mathrm {HCO_{3}} \ 46\ \mathrm {SO_{4}} \ 34\ Cl\ 20}{Na\ 59\ Ca\ 31\ Mg\ 10}}}
CO2 — 0,7
pH = 7
Fe — 0,0037
I — 0,0009
Br — 0,0007
HBO2 — 0,0065

### Смирновский источник
На этом месте в прошлом находился самоизливающийся источник минеральной воды, названный местными жителями «Грязнушка». В 1866 г. председатель Русского бальнеологического общества доктор С. А. Смирнов с группой рабочих расчистил здесь неглубокую яму и обнаружил на её дне полтора десятка отверстий. Через них вытекала прозрачная тёплая минеральная вода и выбивался углекислый газ. После проведённых анализов Смирнов рекомендовал её как лечебно-столовую воду при желудочных заболеваниях. В 1898 г. в связи с 60-летием врачебной деятельности С. А. Смирнова и в ознаменование его заслуг перед курортами Кавминвод по ходатайству Русского бальнеологического общества бывшая «Грязнушка» была переименована в Смирновский источник. В 1928 г. инженер-гидрогеолог Н. Н. Славянов вывел на поверхность ещё два Смирновских источника — № 2 и № 3 с температурой воды свыше 40°. Дебит нового источника превысил 150 тысяч литров в сутки. В 1930 г. все три источника были укрыты в галерее, построенной по проекту архитектора Павла Павловича Еськова. В настоящее время единственный источник, открытый для посещения в данной галерее — № 3.
Температура воды источника 38°. Используется при заболеваниях: язва желудка и двенадцатиперстной кишки вне периода обострения, хронические катары желудка, хронические болезни печени, жёлчного пузыря и жёлчных путей, болезни мочевыводящих путей, мочекислый диатез, подагра, оксалатурия, фосфатурия. Возможно использование в качестве столовой воды.
{\displaystyle M_{\mathrm {3,0} }{\frac {\mathrm {HCO_{3}} \ 48\ \mathrm {SO_{4}} \ 35\ \mathrm {Cl} \ 17}{Na\ 59\ Ca\ 32\ Mg\ 9}}}
pH = 6,5
CO2 — 0,9
Fe — 0,0036

### Лермонтовский источник
Это старейший источник, открытый в 1810 году доктором Ф. П. Гаазом с помощью кабардинского князя Измаил-Бея. Именно этому источнику обязан своим рождением курорт Железноводск. Питьевой бювет источника № 1 в виде изящной полуротонды был построен по проекту инженера А. И. Кузнецова в 1916 году, а в 1964 году, когда отмечалось 150-летие со дня рождения поэта, источнику присвоили название Лермонтовского. Ещё три года спустя на стене бювета прикрепили мемориальную доску, сообщавшую, что великий русский поэт пользовался водой этого источника. С 1975 года сюда подаётся вода источника № 69.
Ровная терраса на склоне горы, где сейчас находится Лермонтовский бювет, ранее называлась Конторской площадкой. Здесь находились трёхэтажная деревянная Казённая гостиница, сожжённая в январе 1943 года отступающими немцами, Калмыцкие ванны, по форме напоминающие калмыцкую кибитку, а также первые деревянные Ванны источников № 1 и № 2. На месте Казённой гостиницы разбит Лермонтовский сквер.

### Другие источники
- Незлобинский источник (№ 8), отличался приятным вкусом и невысокой температурой (+15°). Летом он был самым популярным источником восточной группы, его называли «железноводским нарзаном». Бювет был построен в 1869 году из белого машукского камня и изначально назывался Михайловским, в честь наместника Кавказа, Великого князя Михаила Николаевича. В середине 1970-х годов был закрыт.
- Мариинский источник (№ 18), названный по имени Великой княгини Марии Николаевны, вначале существовал в виде простого колодца. В 1875 году здесь заложил скважину Жюль Франсуа. В 1896 году был произведён новый каптаж и построен бювет с крышей в китайском стиле. Современный бювет после реконструкции 2005 года не открывался.
- Нелюбинские источники (горячий и холодный) — одни из старейших в Железноводске. Они были высечены в травертине в 1874 году по проекту Жюля Франсуа. Изначально были названы Муравьёвскими в честь Кавказского наместника Николая Николаевича Муравьёва. В советское время были переименованы в честь исследователя Кавминвод профессора А. П. Нелюбина. В мае 2020 года появились сообщения о планируемом открытии источника в скором времени, сразу после завершения ремонта[73].
- Завадовский источник был обнаружен в 1825 году и назван позже в честь командующего войсками Кавказской линии и Черномории генерала Николая Степановича Завадовского. Холодная вода источника подавалась в Барятинские ванны.
- Кегамовский источник (ныне заброшенный) в 1915 году стал известен даже в Западной Европе — после того, как в нём был обнаружен радон. Площадка Кегамовского источника находится в 100 м от Владимирского источника, дорожка начинается от терренкура со ступенек.

- Владимирский источник каптирован в 1917 году Н. Н. Славяновым. Назван в честь железноводского врача Василия Васильевича Владимирского, руководящего с 1924 по 1940 годы Железноводского клиникой пятигорского Бальнеологического института (ныне НИИ курортологии). Бювет находится на терренкуре вокруг горы Железной.
- Барятинский источник (второе название Гаазовский) — источник с высоким содержанием радона. Находится рядом с развалинами Барятинских ванн. До сих пор в рабочем состоянии. Назван в честь князя Александра Ивановича Барятинского, командующего Кавказской армией в 1859 году, генерала-фельдмаршала.
- Бювет источника № 54 — один из самых красивых бюветов. Расположен в самом низу Каскадной лестницы в виде каменного постамента со скульптурой орла. Действовал с 1952 по 1977 год.
- Скважина № 69 стала рекордной по дебиту. Глубина её составляет 263 метра. Именно из неё вода идёт на розлив под торговыми марками «Славяновская» и «Смирновская».
- Вода скважины № 70 (пробурена в 1976 г.) считается самой горячей минеральной водой (+70°). Глубина скважины — 1128 м. Имеет в своём составе кремниевую кислоту.
- Бювет Западный (источник № 64) был открыт в 1991 году. С лестницы, ведущей к бювету, видны Свято-Ольгинский храм и гора Бык.
- Скважины № с 56 по 62 найдены в 1956 году бурением у подошвы горы Железной. Они оказались нетипичными для данного месторождения — неуглекислыми хлоридно-гидрокарбонатными натриевыми водами с повышенным содержанием метаново-азотных газов. При источнике № 61 для них построили бювет. Он находится рядом с городским стадионом и в настоящее время закрыт.

## Спорт
- Спортивно-оздоровительный комплекс «Железноводск»
- Футбольная команда «Машук». Чемпион Ставропольского края по футболу 1993 года[74].

## Почётные граждане Железноводска
- Говорухин Станислав Сергеевич (1936—2018) — актёр, кинорежиссёр, политический деятель.
- Дьяков Анатолий Фёдорович (1936—2015) — президент корпорации «Единый электроэнергетический комплекс», Советник Председателя Правления, Председатель научно-технического Совета ОАО РАО «ЕЭС России», Председатель Российских национальных комитетов «МИРЭС и СИГРЭ», лауреат государственных премий России, член-корреспондент Российской Академии наук, доктор технических наук, профессор. Благодаря его содействию в Железноводске создан Южно-Российский лицей казачества и народов Кавказа. За высокую гражданственность и патриотизм, бескорыстие и заслуги в укреплении и развитии исконно российских традиций дружбы и братства народов Северного Кавказа и большой личный вклад в совершенствовании интеллектуального и духовного воспитания юного поколения железноводчан ему присвоено звание «Почетный гражданин города Железноводска» решением Совета города Железноводска Ставропольского края от 23 октября 1996 года № 47.
- Есипенко Илларион Тимофеевич (1894—1988) — в годы гражданской войны Красный командир конной разведки 364-го пехотного полка дивизии Щорса, во время Великой Отечественной командовал мотострелковой бригадой 6-го танкового корпуса. С 1960 года возглавлял штаб революционной, боевой и трудовой славы при Железноводском горкоме комсомола.
- Зубцов Анатолий Семенович (1952) — в 1997 году вступил в должность главы администрации города Железноводска.
- Истошин Николай Георгиевич (1950—2020) — с 1985 года по 2000 год главный врач Железноводского санатория «Горный воздух», с 2000 года начальник Северо-Кавказского зонального управления специализированных санаториев, «Герой труда Ставрополья».
- Качинский Николай Станиславович (1916—2005) — заслуженный художник Российской Федерации. Около 200 работ художника экспонировались в выставочных залах Великобритании, Франции, Германии, Италии, США, Греции и других странах, что принесло ему мировую известность. Картину «Ромашковая Русь» закупила Парижская Национальная галерея. После персональной выставки работ в Кремле несколько картин были закуплены Третьяковской галереей.
- Курбатов Вячеслав Александрович (1941—2024) — с 1985 года 25 лет возглавлял санаторий «Дубовая роща».
- Мироненко Георгий Иванович (1883—1970) — командир 1-й ударной Советской Шариатской колонны, за умелое руководство войсками за время гражданской войны на Северном Кавказе награждён серебряной саблей, удостоен ордена Красного Знамени. В 1944 году был избран председателем исполнительного комитета Железноводского Совета депутатов трудящихся.
- Моисеев Евгений Иванович — мэр Железноводска, затем Кисловодска.
- Никишин Иван Иванович (1949—1998) — первый в России всенародно избранный главой администрации города Железноводска. С 1996 года руководитель администрации Кавказских Минеральных Вод.
- Николаев Игорь Олегович (1970) — генеральный директор ООО «ИОН».
- Хижняк Иван Лукич (1893—1980) — командир 11-го гвардейского стрелкового корпуса, войска которого 11 января 1943 года освободили город Железноводск от немецко-фашистских оккупантов.

## Объекты культурного наследия

### Монументы
- Памятник В. И. Ленину[75]
- Памятник М. Ю. Лермонтову. Скульптор Л. В. Тазьба
- В 2018 году установлен горельеф кинорежиссёра Говорухина в парке, носящем его имя[76] (Открытие памятника на YouTube).
- Памятник А.С Пушкину в Лечебном парке

### Памятники истории
- Могила братьев Михальских, расстрелянных белогвардейцами. 1919,1968 гг.[77]
- Братская могила участников гражданской войны. 1957 г.[78]
- Северный корпус санатория «Ударник», в котором отдыхали и лечились в 1924 г. Клара Цеткин, а в 1929 г. — Н. К. Крупская и М. И. Ульянова[79]
- Здание дошкольного детского дома, где в 1929 году была Н. К. Крупская, ул Достоевского, 4-А.  261610540730005
- Памятник на братской могиле воинов, погибших в период Великой Отечественной войны 1941—1945 г.г.. 1957 г.[80]
- Здание, в котором размещались ставропольский комитет РСДРП(б) и совет солдатских депутатов и проходил I-й съезд губернской комсомольской организации. кон. XIX в., 1918, 1919 гг.[81]
- Здание, где заседал I-й совет рабочих и казачьих депутатов[82]
- Здание, станции дилижансов, где в разное время останавливались Л. Н. Толстой, К. Л. Хетагуров, М. А. Балакирев, Н. А. Ярошенко, А. В. Пастухов[83]
- Братская могила советских воинов, погибших в боях с фашистами. 1942—1943, 1957 гг.[84]
- Могила П. А. Красикова, делегата II съезда РСДРП[85]
- Братская могила граждан г. Железноводска, расстрелянных фашистами. 1943, 1962 гг.[86]
- Пушкинская галерея. Здесь была провозглашена советская власть в г. Железноводске. 1901, 1918 гг.  261510203990006
- Здание санатория «Дубовая роща», где отдыхал Г. К. Орджоникидзе[87]
- Источник «Владимирский», открытый доктором В. В. Владимировским[88]
- Памятник в честь героев погибших в гражданскую войну. 1957 г.[89]
- Минеральный источник, открытый в 1917 г. Славяновым Н. Н. и названный его именем[90]
- Минеральный источник, открытый в 1865 г. Смирновым С. А. и названный его именем[91]
- Первый источник минеральной воды, открытый в 1810 г. врачом Гаазом Ф. П.[92]
- Подворье Карповых, где М. Ю. Лермонтов провёл последнюю ночь перед дуэлью. 1825 г.[93]
- Центральный корпус санатория им. Э. Тельмана, первая здравница на кавказских минеральных водах советского времени[94]. Открыт 23 мая 1914 года как «Здравница Её Величества Государыни Александры Фёдоровны», вошедшая в 1915 году в состав «Всероссийского общества здравниц в память войны 1914—1915 гг.»[59]

### Памятники архитектуры
- Главный дом почтовой станции. 1875 г.[95]
- Здание железнодорожного вокзала станции «Железноводск». 1897 год. Архитектор Е. И. Дескубес[96][97].
- Дача эмира бухарского. 1898 г., арх. Семёнов И. И.[98]
- Галерея «Пушкинская». 1901 г., 1918 г., арх. Кржановский Э. Э., арх. Шиллер[99]. Подробнее
- Павильон над источником № 1. 1810 г., арх. Бернардацци Д., арх. Бернардацци И.[100]
- Комплекс ванн Островского. 1893 г., инж. Конради А. В., арх. Сюзор П. Ю.[101]. Подробнее

## Достопримечательности
Пушкинская галерея.  261510203990006
Собрана в 1901 году одновременно с Лермонтовской галереей в Пятигорске. Оба курзала сделаны Петербургским металлическим заводом и Варшавской производственной фирмой «Гостынский и К» и прибыли на Кавминводы по железной дороге в разобранном виде. Образцом для их создания послужил павильон машинного отдела Всероссийской художественно-промышленной выставки в Нижнем Новгороде, построенный по проекту профессора А. Н. Померанцева. Творческие находки русского специалиста сумел развить и воплотить в виде разборных помещений польский архитектор З. Э. Хржановский. Открытие Железноводского курзала состоялось 20 мая 1902 года и совпало с 65-летием со дня смерти А. С. Пушкина. На сцене Пушкинской галереи играли В. Ф. Комиссаржевская, Н. Н. Ходотов, М. Дальский и другие знаменитые актёры начала прошлого века. В 1918 году здесь была провозглашена Советская власть в Железноводске. В 1937 году к 100-летию со дня гибели А. С. Пушкина в выставочном зале галереи была установлена скульптура поэта, созданная скульптором С. Д. Меркуровым.
Ванны Островского
Это оригинальное здание построено в 1893 году по проекту архитектора П. Ю. Сюзора горным инженером А. В. Конради в неомавританском стиле близ железнодорожного вокзала. По красоте, отделке, гидропатическим приспособлениям оно не уступало лучшим ванным зданиям европейских курортов конца XIX века.
Здание ванн названо именем бывшего министра государственных имуществ М. Н. Островского (родного брата драматурга А. Н. Островского), немало сделавшего для улучшения курортов Кавказских Минеральных Вод.
Здание Островских ванн несколько раз меняло своё назначение — использовалось то для отпуска минеральных ванн, то для грязевого лечения. Сегодня, когда оба вида процедур в достатке отпускается специализированными лечебницами, старинное здание законсервировано, продолжая оставаться памятником архитектуры.
Гора Железная
Это гора-лакколит высотой 853 м над уровнем моря. Имеет форму конуса диаметром 1,8 км, с площадкой на вершине размером 200 м². На восточном склоне горы Железной на основе природного леса в 1825 году был заложен Железноводский курортный парк. Он служит примером удачного сочетания величественного естественного горно-лесного ландшафта с художественным дизайном, создающим исключительно благоприятные условия для лечения и отдыха людей. Подножие горы с её вершиной соединяется проложенной тропой терренкура, длина которого достигает более трёх километров. Вокруг основания горы проходит асфальтированная дорога длиной около четырёх километров, а с самой вершины открывается чудесный вид на все окрестности Кавминвод.
Первыми такое имя горе могли дать солдаты Кавказской линии по аналогии со ржаво-красноватыми осадками вокруг источников. Это же название употреблял в своих записях естествоиспытатель П. Паллас, путешествовавший по южным краям России в конце XVIII века. Основание горы изобилует выходами минеральной воды, близость которой связана с поднятием осадочных толщ под действием вулканических процессов, протекавших 10 млн лет назад.
Каскадная лестница
От бювета Смирновского источника в сторону декоративного озера спускается знаменитая и самая длинная на юге России каскадная лестница. Верхняя часть её была построена по проекту архитектора Н. А. Папкова в 1936 году и явилась частичной реализацией разработанной архитектурной концепции, заканчиваясь тупиком. В то время по ней струилась минеральная вода, которая частично сбрасывалась из источников. Украшают её фонтаны со скульптурами сказочных персонажей — Хозяйки Медной горы, Данилы-мастера, Нимфы, Царевны-лягушки.
В 2019 году проведена масштабная реконструкция Каскадной лестницы, в рамках которой была достроена и нижняя её часть с выходом к озеру, расположенному у её подножия. Она насчитывает более 600 ступеней и содержит различные элементы оформления: питьевой бювет в форме книги со строками из произведений Михаила Лермонтова, памятник исследователю Кавказских Минеральных Вод — врачу Фёдору Гаазу, барельефы императору Александру I, генералу Алексею Ермолову, писателям Льву Толстому, Александру Пушкину и Михаилу Лермонтову.
Железнодорожный вокзал
Здание построено и введено в эксплуатацию одновременно с железнодорожной веткой Железноводск — Бештау 1 января 1897 года, несколько позже основной линии Минеральные Воды — Кисловодск.
Строители железной дороги старались подвести пути как можно ближе к другим курортным городам Кавминвод, насколько это позволяла местность. Но в отношении Железноводска пришлось сделать исключение, поскольку отклонение линии с целью приближения её к Железноводску было сопряжено со значительным увеличением работ и удлинением линии. Поэтому всем, едущим в Железноводск, приходилось покидать поезд на станции Бештау и трястись в экипаже по дороге.
Вопрос о железнодорожной колее к Железноводску решался на протяжении двух лет, поскольку строительство её было технически сложным. Путь от основной линии до Железноводска получился уникальным по инженерному решению — уклон полотна на нём доведён до максимального предела, допустимого в железнодорожном строительстве. Он составляет порядка 160 м по вертикали. Двигаться по путям со столь крутым уклоном мог лишь состав из двух вагонов, ведомый танк-паровозом (не имевшим тендера). Один из таких паровозов можно увидеть в виде памятника недалеко от станции Минеральные Воды.
Станционные сооружения на курортной ветке проектировал главный архитектор Владикавказской железной дороги Е. Дескубес. Здание — памятник архитектуры, охраняется государством.
С сентября 2008 г. по ветке Бештау — Железноводск движение было отменено, но вновь возобновлено с 1 по 15 мая 2010 года.
С 10 августа 2013 года по 15 марта 2014 года снова было возобновлено движение поездов Бештау — Железноводск. Электропоезд совершал движение по 5 раз в день, в каждую сторону.
С 20 апреля 2019 года движение электропоездов возобновилось по маршруту Железноводск — Кисловодск (с промежуточными остановками во многих других городах Кавказских Минеральных Вод).

## Аллея Любви
Прогулочная аллея с множеством арт-объектов, с зоной воркаута, скамейками-качелями и с другими видами инфраструктуры. Находится перед Западным бюветом.

## Галерея
- Выставочный зал Пушкинской галереи
- Орёл Курортного озера 30'Ка
- Курортный фонтан
- Курортное озеро 30'ка
- Вид на каскадную лестницу с площадки бювета-книги
- Солнечные часы «Знаки зодиака»
- Бювет-книга
- Вид на Курортное озеро 30'Ка с «парящей набережной»
- Пушкинская галерея
- Вид на площадку Смирновского источника, каскадную лестницу и курортное озеро 30'Ка с высоты птичьего полёта
- Вид на гору Железная и Пушкинскую галерею с высоты птичьего полёта
- Вход в лечебный парк
- Панорамный вид на город с вершины горы Медовая
- Курортный фонтан в вечернее время